# 蕾切尔·沃克
蕾切尔·沃克（英語：Rachel Walker，1979年5月15日—），英国女子曲棍球运动员。她曾代表英格兰参加2002年英联邦运动会曲棍球比赛，获得一枚银牌。她也曾参加2008年夏季奥运会。